# Max de Terra
Max de Terra (Zürich, 1918. október 6. – Zürich, 1982. december 29.) svájci autóversenyző.

## Pályafutása
1952-ben és 1953-ban részt vett hazája Formula–1-es futamain. Az 1952-es versenyen már az első körben kiesett technikai problémák miatt. Az 53-as viadalon nyolcadikként zárt, tizennégy körös hátrányban a győztes Alberto Ascari mögött. Részt vett más, a világbajnokság keretein kívül rendezett Formula–1-es versenyen is.

## Eredményei

### Teljes Formula–1-es eredménylistája
(Táblázat értelmezése)

(Félkövér: pole-pozícióból indult; dőlt: leggyorsabb kört futott) 

| Év   | Csapat         | Modell                | Motor            | 1      | 2   | 3   | 4   | 5   | 6   | 7   | 8     | 9   | Helyezés | Pont |
| ---- | -------------- | --------------------- | ---------------- | ------ | --- | --- | --- | --- | --- | --- | ----- | --- | -------- | ---- |
| 1952 | Alfred Dattner | Simca-Gordini Type 11 | Simca Straight-4 | SUI Ki | 500 | BEL | FRA | GBR | GER | NED | ITA   |     | -        | 0    |
| 1953 | Ecurie Espadon | Ferrari 166C          | Ferrari V12      | ARG    | 500 | NED | BEL | FRA | GBR | GER | SUI 8 | ITA | -        | 0    |

## Külső hivatkozások
- Profilja a grandprix.com honlapon (angolul)
- Profilja a statsf1.com honlapon (angolul)